# L'Ordinateur en folie
Série Franchise Dexter Riley
Pas vu, pas pris
(1972)
Pour plus de détails, voir Fiche technique et Distribution.
L'Ordinateur en folie (The Computer Wore Tennis Shoes) est un film américain réalisé par Robert Butler, sorti en 1969. Un remake du film a été réalisé pour la télévision en 1995 avec Kirk Cameron sous le titre Le Cerveau artificiel.

## Synopsis
Dexter Reilly et son ami essayent d'entrer à la petite université privée Medfield College qui ne parvient pas à s'acheter un ordinateur. Les élèves persuadent l'important homme d'affaires A. J. Arno d'offrir un vieil ordinateur à l'établissement. Mais Arno est à la tête d'un grand cercle clandestin de parieurs et utilise la machine pour les besoins du cercle.
Alors qu'il répare l'ordinateur durant un orage, Reilly est frappé par la foudre et devient un ordinateur humain. Cela lui permet par exemple, de résoudre des problèmes mathématiques de façon surhumaine, lire et se souvenir du contenu d'une encyclopédie en quelques minutes ou apprendre et maîtriser de nouvelles langues à partir d'un manuel. Ces nouvelles aptitudes rendent Reilly célèbre et offre à l'établissement de sérieuses chances de gagner un concours télévisé et le prix de 100 000 dollars.
Reilly participe à la compétition et à lui seul surpasse les équipes des autres établissements. Mais durant le tournoi, un mot clé débloque l'accès à la mémoire de l'ordinateur et Reilly récite à la télévision les données secrètes du cercle de paris. Les hommes de main d'Arno capturent Reilly et veulent le tuer. Les amis du garçon le libèrent mais un traumatisme fait perdre peu à peu à Reilly ses facultés. Alors qu'il joue la finale contre l'école Springfield State, Reilly est revenu totalement normal et ne parvient pas à répondre à la question finale. Heureusement, l'un de ses camarades répond à sa place et le Medfield College gagne le premier prix tandis qu'Arno est arrêté.

## Fiche technique
Sauf mention contraire, les informations proviennent des sources suivantes : Leonard Maltin, Mark Arnold, IMDb et Allociné
- Titre original : The Computer Wore Tennis Shoes
- Titre français et québécois : L'Ordinateur en folie
- Réalisation : Robert Butler
- Scénario : Joseph L. McEveety
- Musique : Robert F. Brunner
- Direction artistique : John B. Mansbridge
- Décors : Hal Gausman et Emile Kuri
- Costume : Chuck Keehne et Emily Sundby
- Photographie : Frank V. Phillips
- Son : Robert O. Cook et Dean Thomas
- Montage : Cotton Warburton
- Production : Bill Anderson
  - Production associée : Joseph L. McEveety
- Société de production : Walt Disney Productions
- Société de distribution : Buena Vista Distribution Company (États-Unis)
- Budget : n/a
- Pays de production :  États-Unis
- Langue originale : anglais
- Format : couleur (Technicolor) — 35 mm — 1,75:1 / 1,85:1 (Panavision) — son : Mono (RCA Sound Recording)
- Genre : comédie, science-fiction
- Durée : 91 minutes
- Dates de sortie[5] :
  - États-Unis : 24 décembre 1969 et 31 décembre 1969
  - France : 31 juillet 1971
- Classification :
  - États-Unis : tous publics (G - General Audiences)
  - France : tous publics

## Distribution
- Kurt Russell (VF : François Leccia) : Dexter Reilly
- Joe Flynn (VF : Roger Carel) : Dean Higgins
- Cesar Romero (VF : Raymond Loyer) : A.J. Arno
- William Schallert (VF : Jean Berger) : Le professeur Quigley
- Alan Hewitt (VF : René Bériard) : Dean Collingsgood
- Richard Bakalyan : Chillie Walsh
- Debbie Paine : Annie Hannah
- Frank Webb : Pete Oatzel
- Michael McGreevey : Schuyler
- Frank Welker (VF : Thierry Bourdon) : Henry Fathington
- Alexander Clarke : Myles Miller
- Jon Provost : Bradley
- Peter Renaday (VF : Jean-Claude Balard) : Le lieutenant Charles « Charlie » Hannah
- Bing Russell (VF : Jean Violette (acteur)) : Angelo
- Myron Healey : L'inspecteur de police
- Pat Harrington Jr. : Le présentateur du jeu
- Howard Culver : Le présentateur du test de connaissances
- Fabian Dean : Litle Mac
- Gregory Morton (VF : Maurice Dorléac) : Dr. Rufus Schmidt
- Fritz Feld (VF : Roger Rudel) : Sigmund van Dyke
- Ed Begley Jr. : J. Flanderka

Sauf mention contraire, les informations proviennent des sources concordantes suivantes : Leonard Maltin, Mark Arnold et IMDb.

## Sorties cinéma
Source : Internet Movie Database
- États-Unis : 24 décembre 1969 et 31 décembre 1969
- Guinée : 1er janvier 1970
- Royaume-Uni : 26 janvier 1970
- Australie : 20 juin 1970
- Espagne : 20 octobre 1970 (Madrid)
- Japon : 29 décembre 1970
- Brésil : 13 juillet 1971
- France : 31 juillet 1971
- Finlande : 27 août 1971
- Argentine : 6 janvier 1972

## Sorties vidéo
- Au Gabon, le film L'Ordinateur en folie est sorti en vidéo le 20 mars 1980[5].
- En France, le film est sorti en DVD le 2 juillet 2003[6].
- Au Canada, le film est sorti directement en DVD le 3 février 2004[5].

## Origine et production
L'Ordinateur en folie est l'une des nombreuses productions du studio Disney prévues initialement comme un téléfilm qui a été diffusé au cinéma en raison de bons retours. Cela explique le format 4:3 du film. L'Ordinateur en folie film est censé se dérouler dans l'établissement universitaire fictif du Medfield College déjà utilisé pour Monte là-d'ssus (The Absent-Minded Professor, 1961) et Après lui, le déluge (Son of Flubber, 1963). C'est le premier des trois films avec comme personnage principal Dexter Riley (Kurt Russell). Le thème musical The Computer Wore Tennis Shoes a été composé par  Robert F. Brunner et Bruce Belland. L'ingénieur Ko Suzuki travaillant alors sur le projet Walt Disney World Resort a été rappelé en Californie pour concevoir certains équipements électroniques principalement les graphiques dans la scène de présentation des résultats entre l'activité cérébrale d'un humain face à l'activité d'un ordinateur.
Parmi les acteurs, Kurt Russell poursuit sa carrière chez Disney mais ne tardera pas à prendre des rôles plus mature. Jon Provost joue son dernier rôle d'enfant ou d'adolescent après avoir débuté dans Lassie (1954) tandis que Frank Welker entame le rôle de Fred Jones dans la série d'animation Scooby-Doo. Cesar Romero cherche à relancer sa carrière avec le rôle du méchant AJ Arno après la série Batman, dans laquelle il jouait le joker. C'est l'un des premiers rôles d'Ed Begley Jr. bien que non crédité.

## Sortie et accueil
L'Ordinateur en folie a récolté 5,5 millions d'USD. Le film a été diffusé en deux épisodes dans l'émission The Wonderful World of Disney le 17 et le 24 septembre 1972 sur NBC. Le film est édité en vidéo en 1985.

## Analyse
Pour Mark Arnold, L'Ordinateur en folie est un film dans la même veine que les quatre comédies universitaires du début des années 1960, Monte là-d'ssus, Après lui, le déluge, Les Mésaventures de Merlin Jones (1964) et Un neveu studieux (1965), les deux derniers prenant place dans le Midvale College. La série a continué jusqu'en 1974 et s'est arrêtée avec la mort de Joe Flynn et à cause de l'âge de Kurt Russell.

## Suites
Le film a fait l'objet de deux suites et d'un remake télévisuel :
- Pas vu, pas pris (Now You See Him, Now You Don't) réalisé par Robert Butler, sorti en 1972
- L'Homme le plus fort du monde (The Strongest Man in the World) réalisé par Vincent McEveety, sorti en 1975
- Le Cerveau artificiel (The Computer Wore Tennis Shoes) réalisé par Peyton Reed, sorti en 1995

Mark Arnold explique le remake de 1995 a été produit pour poursuivre le succès du film rediffusé à la télévision en 1972, 1977 et 1980 mais son aspect est daté.